# Paragoniates alburnus
Paragoniates alburnus is een straalvinnige vissensoort uit de familie van de karperzalmen (Characidae). De wetenschappelijke naam van de soort is voor het eerst geldig gepubliceerd in 1876 door Franz Steindachner, die ook het nieuwe geslacht Paragoniates beschreef. De soort komt voor in het Amazonebekken.